# Das wilde Leben
Pour plus de détails, voir Fiche technique et Distribution.
Das wilde Leben est un film biographique allemand. Il a été réalisé par Achim Bornhak d'après le roman d'Olaf Kraemer et Uschi Obermaier racontant la vie de cette dernière : High Times. Mein wildes Leben.
Il s'agit de vingt ans de la vie d'Uschi Obermaier, icône de la génération soixante-huitarde en Allemagne.
Il a été tourné à Munich, Berlin, Hambourg et en Inde, à Goa et Jaipur. Il est sorti sur les écrans allemands le 1er février 2007 et a fait 192 704 entrées. Il n'est pas encore sorti dans la francophonie.

## Synopsis
La jeune Uschi Obermaier vit les années 1960 chez sa mère et son beau-père à Sendling, un quartier de Munich. Dans une discothèque, elle se fait remarquer par un photographe et fait la couverture du magazine twen. Alors que sa mère critique sa décision de devenir mannequin, Uschi décide de quitter le cocon familial en stop avec sa copine Sabine.
Elles se font prendre en stop par les membres du groupe Amon Düül qui se dirige vers la Kommune 1 à Berlin-Ouest. Dans la communauté libertaire, Uschi tombe amoureuse de Rainer Langhans et décide de rester sur place alors que Sabine ne supporte pas l'ambiance de promiscuité sexuelle qui y règne et repart. Mais sa présence crée des problèmes de jalousie dans la communauté. Freiberg critique le fait qu'elle ait « la conscience politique d'une amibe » et Barbara s'énerve qu'elle se maquille et soit un sex-symbol dans les médias alors que le but affiché de la communauté est de renverser les structures patriarcales.
Lors d'une descente de police, une bombe est trouvée dans les locaux de la Kommune 1 et plusieurs membres sont emprisonnés. Il sera prouvé quelques jours plus tard que la bombe avait été placée par un agent provocateur de l'office fédéral de protection de la constitution et les prisonniers sont relâchés. Lors des manifestations qui suivent, Uschi Obermaier devient le symbole de Mai 68 en Allemagne, ce qui occasionne de nouvelles tensions dans la communauté.
Uschi et Rainer se rendent à Londres à l'invitation des Rolling Stones mais Mick Jagger et Keith Richards n'ont d'yeux que pour la belle Uschi. Uschi quitte Rainer au profit des deux rockstars et devient groupie dans la tournée des Stones. Là encore, sa beauté crée des jalousies entre Mick et Keith, qui se la disputent. Uschi finit par se lasser du mode de vie de sexe, drogues et rock'n'roll qui lui paraît finalement monotone et ennuyeux. Elle rentre à Munich, fait la une de Playboy et s'en va signer un contrat avec le producteur de cinéma italien Carlo Ponti. Mais elle décline le contrat d'actrice de dix films en dix ans de ce dernier lui propose : sa liberté lui est plus chère qu'une célébrité cinématographique.
Elle entend ensuite parler de Dieter Bockhorn, un routard échevelé et prince de la nuit à Sankt Pauli, Hambourg. De retour d'Afrique avec son comparse Lurchi, il l'invite dans une fête en son honneur dans le Galerie-Café Adler dont il est propriétaire. Ils commencent une relation amoureuse intense, mais Uschi ne supporte pas le milieu macho de voyous, de prostituées et de souteneurs où évolue Dieter et veut qu'il reparte en voyage avec elle. Finalement, Dieter finit d'aménager un bus et les deux partent en 1973 sur la hippie trail à travers le Pakistan et le Rajasthan. Là, ils se marient symboliquement à l'indienne dans une somptueuse procession que leur offre une maharani. Peu après Uschi tombe enceinte mais fait une fausse couche. Dieter est très déçu mais Uschi se rend compte que devenir maman ne lui correspondrait pas.
Ils continuent leur périple en bus au Mexique en 1983 et s'y installent près de la plage avec Lurchi qui les a rejoints. Dieter commence à avoir du vague-à-l'âme et quand Keith Richards les visite pour revoir Uschi, il fait une crise de jalousie. Alors qu'il circule seul en moto, il meurt dans un accident de la route. Il est incinéré sur un bateau-tombe qu'Uschi regarde s'éloigner du rivage, faisant le bilan d'une vie peut-être égoïste, mais qu'elle n'aurait pas pu vivre autrement.

## Fiche technique
- Titre original : Das wilde Leben (litt. « La vie sauvage »)
- Titre grec : 1.000 milia erota (litt. « Huit milles de haut »)
- Titre anglais : Eight Miles High (litt. « Huit milles de haut »)
- Réalisation : Achim Bornhak
- Scénario : Achim Bornhak, Dagmar Benke et Claus Peter Hant (de), d'après le roman d'Uschi Obermaier et Olaf Kraemer
- Musique : Alexander Hacke
- Photographie : Benjamin Dernbecher (de)
- Son : André Bendocchi-Alves et Claudia Enzmann
- Montage : Peter Przygodda et Sebastian Schultz
- Décors : Sonal Choudhary et Anette Ingerl
- Costumes : Petra Kray
- Sociétés de production : Babelsberg Film, Neue Bioskop Film, On the Road, Studio Babelsberg
- Sociétés de distribution : Warner Bros
- Pays de production :  Allemagne
- Langues originales : allemand, anglais
- Format : couleur - 35 mm - 2,35:1 - son Dolby numérique
- Genre : film biographique, drame
- Durée : 114 minutes
- Dates de sortie :
  - Allemagne : 24 janvier 2007 (avant-première à Munich) ; 1er février 2007 (sortie nationale)
  - États-Unis : 11 juillet 2008 (New York)

## Distribution
- Natalia Avelon : Uschi Obermaier
- David Scheller : Dieter Bockhorn

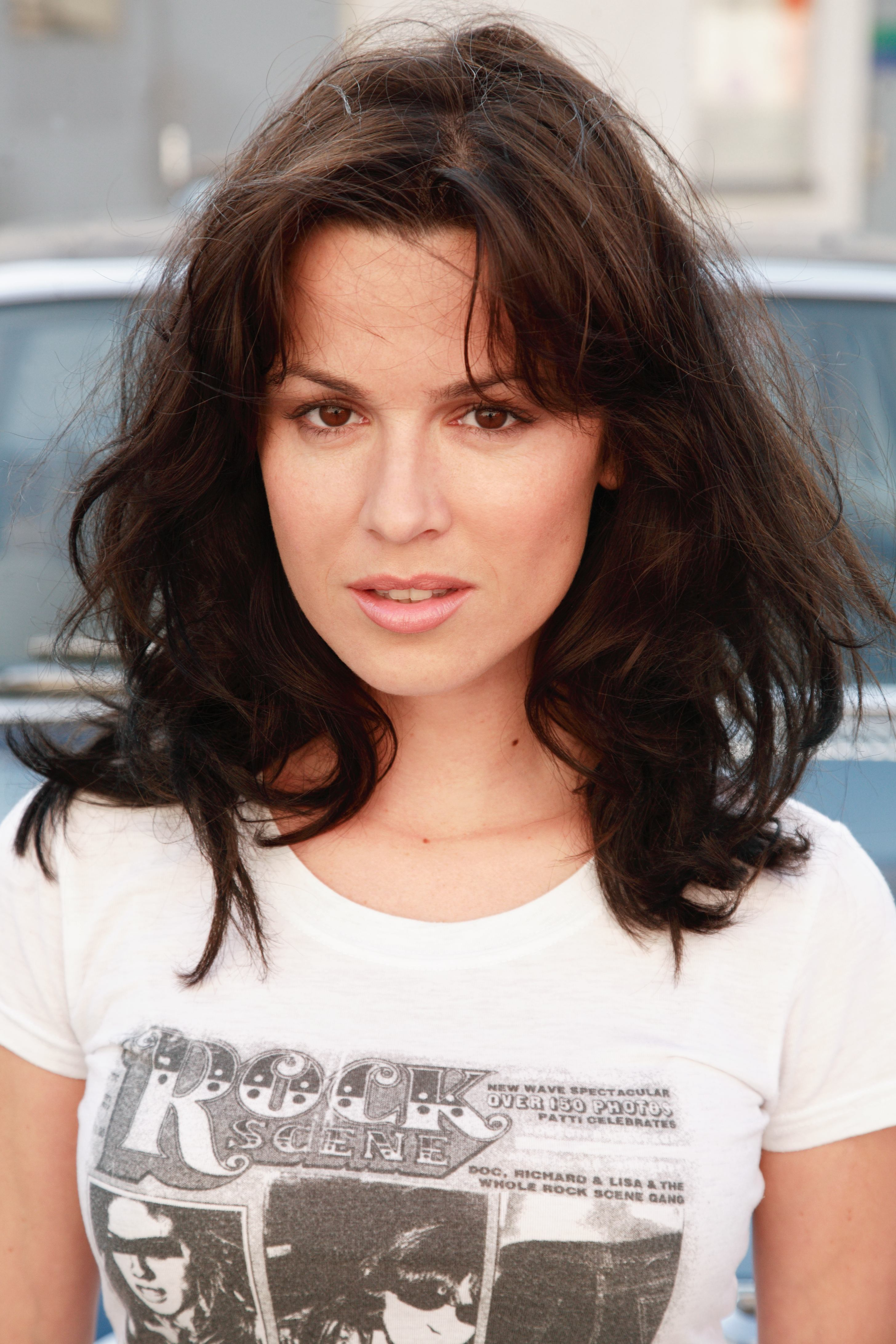
Natalia Avelon en 2009.

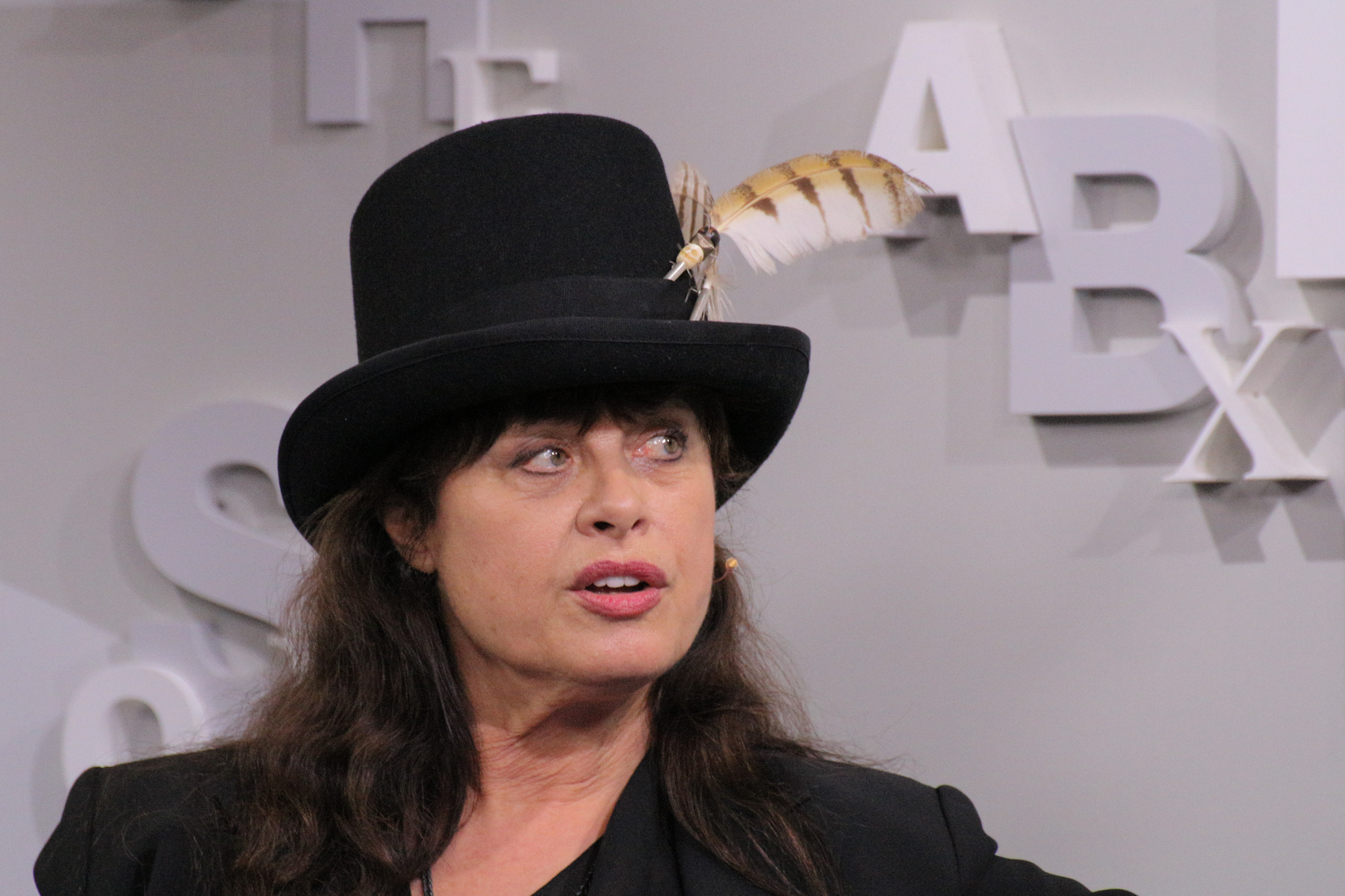
Uschi Obermaier en 2013.

- Matthias Schweighöfer : Rainer Langhans
- Friederike Kempter : Sabine
- Alexander Scheer : Keith Richards
- Milan Peschel (de) : Freiberg
- Georg Friedrich : Wieland « Lurchi » Vagts
- Heike Warmuth (de) : Barbara
- Inga Busch : Alma, l'agent d'Uschi
- Victor Norén : Mick Jagger
- Sebastian Maschat : Conrad
- Valerie Lasserre : Angel
- Julia Valet : Kajol
- Sebastian Stielke (de) : le journaliste
- Roberto Croci : Carlo Ponti
- Urs Rechn : le boxeur
- Uwagboe Rydl : le marlou
- Petra Berndt (de) : la mère d'Uschi
- Michi Beck : le beau-père d'Uschi
- Martin Moeller : Brian Jones
- Stefan Sieweke (de) : Charlie Watts
- Jasin Challah : Christos
- Domenica Niehoff : le critique culturel

## Bande originale
La bande originale a été conçue par Alexander Hacke, membre d'Einstürzende Neubauten, un groupe de musique industrielle et instrumentale allemand. Le titre qui revient à plusieurs reprises dans le film est Summer Wine, sorti en 1967 et interprétée par Lee Hazlewood et Nancy Sinatra, elle est reprise ici par le chanteur finnois Ville Valo et l'actrice du film Natalia Avelon.
| 1.    | Summer Wine                          | Natalia Avelon / Ville Valo | 3:53 |
| 2.    | I Had Too Much to Dream (Last Night) | The Electric Prunes         | 2:58 |
| 3.    | As Tears Go by                       | Sugarplum Fairy             | 2:57 |
| 4.    | Sex Sells (Interlude)                |                             | 0:24 |
| 5.    | Long Train Runnin'                   | The Doobie Brothers         | 3:26 |
| 6.    | Bockhorn                             | Alexander Hacke             | 2:05 |
| 7.    | Wirkliche Freiheit (Interlude)       |                             | 0:21 |
| 8.    | Kick Out the Jams                    | MC5                         | 2:51 |
| 9.    | Hey Joe                              | Love                        | 2:39 |
| 10.   | Mexico                               | Alexander Hacke             | 5:41 |
| 11.   | T.V. Eye                             | The Stooges                 | 4:17 |
| 12.   | Wildcat                              | Alexander Hacke             | 2:23 |
| 13.   | Demo                                 | Alexander Hacke             | 2:26 |
| 14.   | Party Is' Vorbei (Interlude)         | Alexander Hacke             | 0:27 |
| 15.   | Drift Away                           | Dobie Gray                  | 3:51 |
| 16.   | Die Stärkste Alte (Interlude)        |                             | 0:33 |
| 17.   | Summer Wine                          | Natalia Avelon / Ville Valo | 4:15 |
| 18.   | Wedding                              | Alexander Hacke             | 7:34 |
| 19.   | Summer Wine                          |                             | 7:34 |
| 57:18 |                                      |                             |      |

Les chansons présentes dans le film sont en outre Tränen lügen nicht de Michael Holm, We Will Fall de The Stooges, Mama de Milan Peschel (de), Spirit in the Sky de Norman Greenbaum, When Rain is Black de The Deep, The Easiest Rider d'Alexander Scheer, et I Hate You d'Alexander Hacke.

## Accueil critique
Les critiques ont noté la ressemblance physique entre les personnages du film et les personnes dont ils s'inspirent, qui sont pour la plupart encore vivantes. Natalia Avelon ferait le poids dans son interprétation et arriverait bien à imiter l'accent bavarois, elle serait « impressionnante » ou « affriolante », quoique « l'attraction la plus réjouissante du film », cette « réinterprétation [par Avelon] de l'exhibitionnisme d'Obermaier », perde vite de son effet. Elle incarne plutôt que de jouer Obermaier et n'aurait « que peu de présence au-delà de son physique ». Elle aurait été castée seulement pour sa poitrine et confondrait la nudité et la liberté. Les critiques ont aussi dénoncé la représentation des Rolling Stones,. Les critiques ont été plus contrastées concernant l'interprétation de Keith Richards par Alexander Scheer, certains jugeant qu'il paraissait « sans joie » alors que d'autres écrivent qu'il est « la plus belle surprise du film ». Certains ont loué l'interprétation de Matthias Schweighöfer,,, quoique d'autres aient regretté qu'il soit trop musclé pour jouer Rainer Langhans.
Le film serait dans sa narration assez basique,. La présentation de l'ambiance des années 1960 serait trop didactique et moralisatrice,, quoique sans doute incontournable vu que le jeune public n'a pas forcément les références historiques nécessaires. L'histoire ferait défiler les étapes de la vie d'Obermaier les unes après les autres,,,. Le film revisiterait cette époque avec beaucoup d'affection et le sens du grotesque. D'autres critiques ont jugé que le film n'avait pas grand-choses à raconter, qu'il était désintéressé par son sujet,, qu'il parvenait mal à rendre compte de l'époque et montrait une méconnaissance du climat politique et de la contre-culture d'alors. La politique y serait placée en arrière-plan et réduite aux personnages ; les scénaristes n'auraient pas approfondi leurs réflexions et leurs analyses des événements. L'impact qu'avait eu Obermaier et son statut d'icône n'est pas bien rendu ; elle « était le message mais n'en transmettait aucun ». Il s'agirait d'un petit film qui cherche à faire cool.
Les critiques anglophones sur le site Rotten Tomatoes lui donne une moyenne « pourrie » de 44 %.